# Parque de la Independencia
Il Parque de la Independencia (Parco dell'Indipendenza in italiano) è un parco pubblico di Rosario. È il più grande della città argentina, circa 126 ettari di terreno, nonché il primo a essere stato inaugurato a Rosario, il 1º gennaio 1902.

## Storia
Il Parque de la Independencia sorge come unione di quattro differenti spazi pubblici presenti nella zona: il 24 agosto 1900 l'autorità provinciale autorizzò il comune, tramite la Ley Provincial nº 1035 a espropriare i terreni, al fine di edificare un nuovo parco. Nel 1901 i lavori includono la creazione di un lago e una collina artificiali, nonché la piantagione di 6.000 alberi, in concomitanza con il primo Festival del Árbol (Festival dell'albero), tenutosi quello stesso anno. Il 1º gennaio 1902 si procede all'inaugurazione vera e propria.

## Struttura
Il Parco include un ippodromo, il Museo della Città Wladimir Mikielievich, il Museo Storico Provinciale Julio Marc, il Museo Provinciale di Belle Arti Juan B. Castagnino, il Rosedal, che ospita una gran varietà di rose, il Jardín Francés (aperto nel 1942), nonché due stadi, lo stadio Municipal Jorge Newbery e lo stadio Marcelo Bielsa, sede delle partite interne del Newell's Old Boys. All'interno del parco sono presenti diverse statue e busti raffiguranti personaggi storici, tra cui Beethoven, Giuseppe Garibaldi, Ovidio Lagos, Benito Pérez Galdós e José Hernández.